# Cheap Sunglasses
«Cheap Sunglasses» (с англ. — «Дешёвые солнцезащитные очки») — одиннадцатый сингл американской блюз-рок группы ZZ Top, второй сингл альбома Degüello . Одна из самых известных песен группы. Входит в десятку ключевых для группы песен по мнению коллектива обозревателей журнала Rolling Stone.

## О песне
Сингл записывался в 1979 году в ходе работы над альбомом Degüello. Песня стала одной из самых известных песен группы, чему способствовала активная ротация на радио, по мнению большинства обозревателей, лучшей в альбоме: «За одним исключением, все эти песни [из альбома] на „четвёрочку“. Всё слишком хорошо, чтобы быть заурядным и нет ничего достаточно хорошего, чтобы быть великим. Есть хит, „Cheap Sunglasses“, но он только на „пять с минусом“», «Всё равно, это высшая музыкальная точка группы, с длинной, классной средней частью, выстроенной на басовом груве и основном риффе, с блюзовой гитарой Гиббонса и великолепной игрой на барабанах Бирда».
Многие критики находят явное сходство основного риффа песни с песней группы Blind Faith «Had to Cry Today» и особенно с песней Эдгара Винтера «Frankenstein».
Несмотря на то, что первым альбомом, в котором ZZ Top использовали синтезаторы, долгое время считался альбом 1981 года El Loco, многие обозреватели подозревали, что синтезаторы уже слышны в альбоме 1979 года Degüello. Билли Гиббонс в 2009 году признался, что впервые синтезаторы были задействованы именно в песне «Cheap Sunglasses», хотя по его словам, музыканты тогда особо не знали как их использовать.
«Начиная с резкого риффа, и заканчивая басовой партией Хилла в роковой манере, „Cheap Sunglasses“ не просто совет для тех, кто страдает похмельем. Она, ещё до того, как наступила эра MTV, послужила ранним свидетельством умения группы делать роадхауз-блюзовые риффы в современном стиле».
Песня открывает ряд песен ZZ Top, посвящённый простым бытовым предметам (в дальнейшем последовали «TV Dinners», «Sleeping Bag», «Beatbox» и др.). Текст песни Гиббонс написал в дороге от побережья Мексиканского залива до Остина, штат Техас. По его словам, он написал песню на двадцатимильном отрезке шоссе, проходящего мимо знакового для группы городка Ла-Грейндж. Дасти Хилл заметил, что песня навеяна теми временами, когда они колесили в турне на автомобилях, и на каждой заправке была витрина, полная дешевейших и уродливейших солнцезащитных очков. «Я купил их тысячи пар» Этот аксессуар стал впоследствии частью имиджа ZZ Top.
Сингл был выпущен в 1979 году и добрался до 89-й позиции в Billboard Hot 100.

## Сторона «Б»
На стороне «Б» релиза находилась композиция из того же альбома «Esther Be the One» (с англ. — «Эстер такая одна»). Также существовал вариант промосингла с записью на обеих сторонах песни «Cheap Sunglasses» в моно- и стерео- вариантах и 12" сингл с записью песни в студийном и концертном исполнении.

## Участники записи
- Билли Гиббонс — гитара, вокал
- Дасти Хилл — бас-гитара
- Фрэнк Бирд — ударные, перкуссия

Технический состав:
- Билл Хэм — продюсер
- Терри Мэннинг — звукооператор

## Позиции в хит-парадах
| Чарты (1980)            | Позиция | Пребывание в чарте |
| ----------------------- | ------- | ------------------ |
| США (Billboard Hot 100) | 89      | 2 недели           |